# فهرست قنات‌های شهرستان لردگان
جدول زیر براساس آمار وزارت جهاد کشاورزی تهیه شده‌است. فهرست زیر قنات‌های شهرستان لردگان در استان چهارمحال و بختیاری را نشان می‌دهد.
| نام قنات | موقعیت                      | نزدیک‌ترین روستا | طول قنات (متر) | تعداد میله چاه | عمق مادر چاه | دبی (لیتر بر ثانیه) | سطح زیر کشت (هکتار) |
| -------- | --------------------------- | --------------- | -------------- | -------------- | ------------ | ------------------- | ------------------- |
| باغ نبرد | بخش خانمیرزا شهرستان لردگان | باغ نبرد        | ۰              | ۰              | ۰            | ۲۰                  | ۲۸                  |
| برحوبی   | بخش خانمیرزا شهرستان لردگان | برحونی          | ۰              | ۰              | ۰            | ۲۰                  | ۲۰                  |
| برحوبی   | بخش خانمیرزا شهرستان لردگان | برحوبی          | ۰              | ۰              | ۰            | ۲۵                  | ۲۷                  |
| بردبر    | بخش خانمیرزا شهرستان لردگان | بردبر           | ۵۰۰            | ۲۰             | ۱۷           | ۳۰                  | ۱۵۰                 |
| حسن خانی | بخش مرکزی شهرستان لردگان    | چنارمحمودی      | ۴۰۰            | ۱۰             | ۲۰           | ۷                   | ۱۲                  |
| دومکان   | بخش خانمیرزا شهرستان لردگان | دومکان          | ۰              | ۰              | ۰            | ۲۰                  | ۲۵                  |
| صالحات   | بخش خانمیرزا شهرستان لردگان | صالحات          | ۰              | ۰              | ۰            | ۲۰                  | ۱۸                  |
| صفی‌آباد  | بخش خانمیرزا شهرستان لردگان | صفی‌آباد         | ۰              | ۰              | ۰            | ۲۰                  | ۲۲                  |
| قره بلاغ | بخش مرکزی شهرستان لردگان    | چنارمحمودی      | ۱۵۰            | ۴              | ۱۲           | ۸٫۵                 | ۱۰                  |
| ملکی     | بخش مرکزی شهرستان لردگان    | لردگان          | ۴۰۰            | ۲۰             | ۲۰           | ۱۵۰                 | ۶۰                  |
| هرمد     | بخش خانمیرزا شهرستان لردگان | هرمد            | ۰              | ۰              | ۰            | ۲۰                  | ۲۲                  |
| کل کچی   | بخش مرکزی شهرستان لردگان    | کل کچی          | ۱۴۴۰           | ۷۲             | ۲۶           | ۱۲                  | ۴۰                  |
| کنیک     | بخش مرکزی شهرستان لردگان    | کنیک            | ۱۵۰            | ۵              | ۱۰           | ۱۰                  | ۳۰                  |
| کوشکی    | بخش خانمیرزا شهرستان لردگان | کوشکی           | ۰              | ۰              | ۰            | ۲۰                  | ۲۰                  |